# Tavlans kapell
Tavlans kapell är ett kapell som tillhör Karlskoga församling i Karlstads stift. Kapellet ligger intill länsväg 205 omkring en mil norr om Karlskoga.

## Kyrkobyggnaden
Kapellet, i nyklassicistisk stil, uppfördes 1912 som Tavlans samlingshus. 1915 skänktes byggnaden till Karlskoga församling och 1921 genomfördes en restaurering då altare, predikstol och sakristia tillkom. Samma år invigdes byggnadens samlingssal till kyrkorum och fick namnet Tavlans kapell. 1952 fanns behov av ett kök och då lät man gräva ut en källare under kapellet.
Kapellet är byggt av timmer och vilar på en gråmålad putsad sockel.
Kyrkorummet är orienterat i nord-sydlig riktning. I söder finns ett rakt kor som är förhöjt tre trappsteg jämfört med övriga kyrkorummet. I norr finns en läktare och under läktarens östra del är sakristian inrymd. Golvet är belagt med lackad furu som gråmålats. Väggarna är klädda med gulmålad vävtapet. Taket är täckt med vitmålade skivor.
Söder om kapellet finns en fristående klockstapel som invigdes 15 december 1968. Stapeln är byggd av rundvirke. I stapeln hänger en kyrkklocka.

## Inventarier
- Dopfunten av trä är en skulptur utformad som en ängel som på sitt huvud bär upp en dopskål av silver.
- Altartavlan är skuren i trä av konsthantverkare Hjalmar Bergsten. Motivet är tre män med mantlar som står i ett sädesfält.
- Kormattan är skänkt till kapellet 1982 av konstnären Anne-Marie Frisk. Mattan är tillverkad av ull i flossateknik och färgad i gult, blått, lila och grönt.

## Galleri

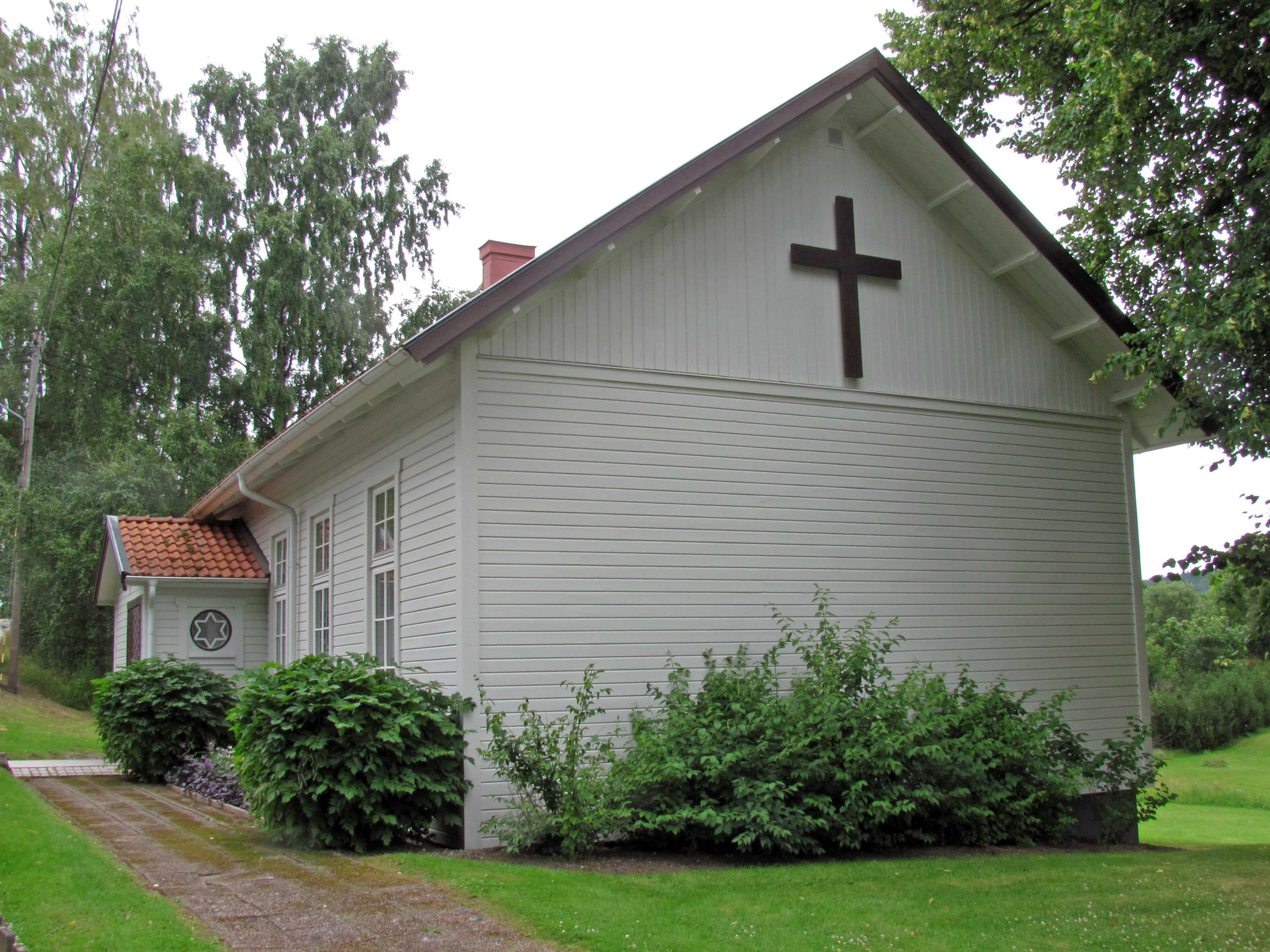
Tavlans kapell från sydväst

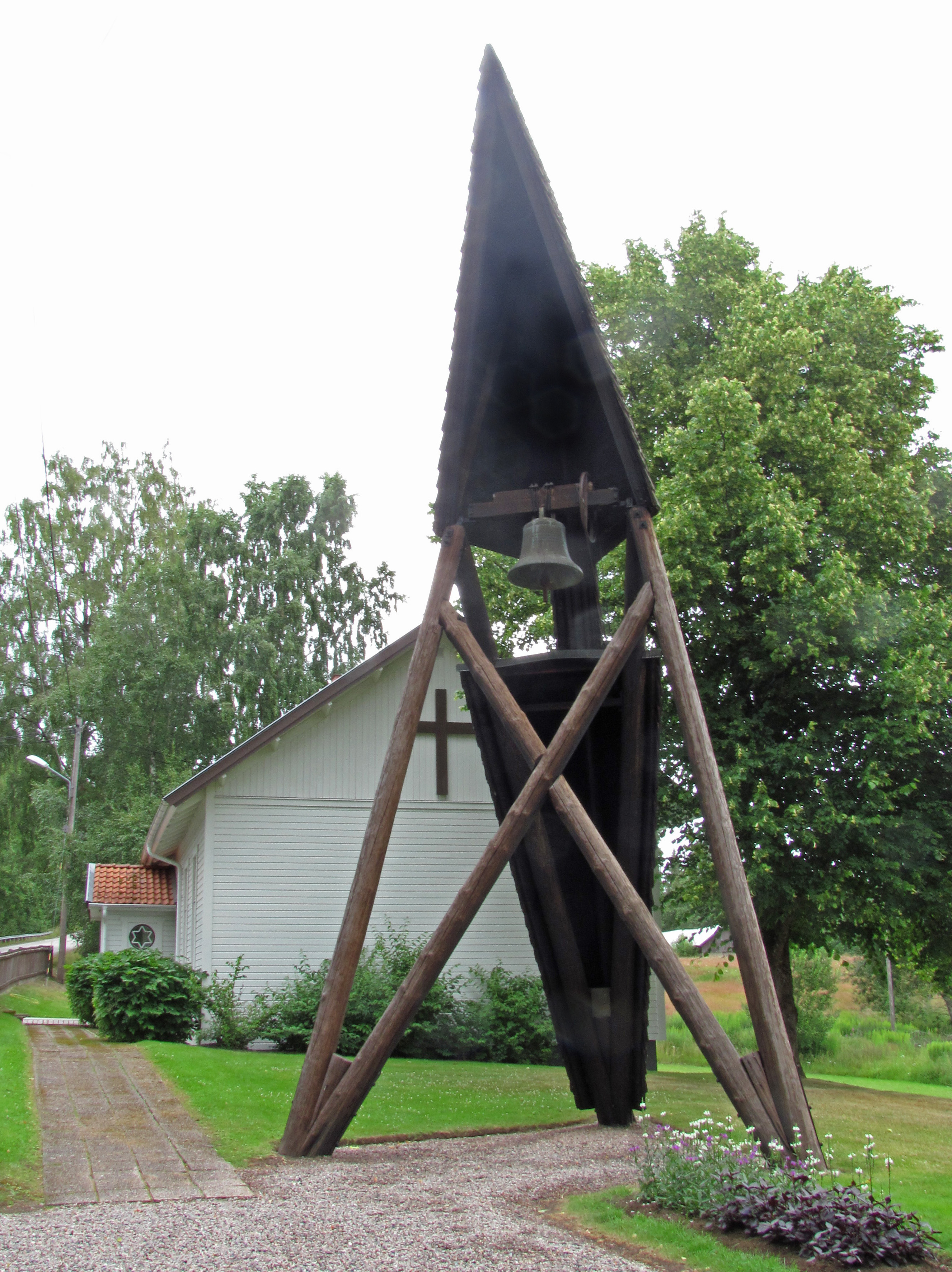
Klockstapeln